# Hamdanidzi
Hamdanidzi (arab.: حمدانيون) – arabska dynastia szyicka rządząca w latach 890–991 w Dżezirze i w latach 944–1003 w Syrii.
Założycielem dynastii był Hamdan Ibn Hamdun, który w 890 r. został rządcą miasta Mardin w kalifacie Abbasydów.

## Hamdanidzi w Mosulu
W 905 r. syn Hamdana Ibn Hamduna, Abdallah, zostaje rządcą Mosulu, a w 914 Bagdadu.
Dżezirą Hamdanidzi rządzą do 991 r. Po 990 władza na tym terenie dzielą się inne dynastie (m.in. Marwanidzi).

## Hamdanidzi w Aleppo
W 944 r. Sajf ad-Daula z pomocą brata Nasira ad-Dauli, który włada Mosulem, rusza na Syrię. W 947 r. zdobywa Aleppo, które staje się stolicą państwa niezależnego od Abbasydów. Sajf ad-Daula był poetą, mecenasem nauki i literatury. Na jego dworze gościli najwybitniejsi przedstawiciele ówczesnej arabskiej nauki i kultury (m.in. filozof al-Farabi i poeta Al-Mutanabbi). Toczyć on musiał walki z Bizantyjczykami, którzy próbowali odzyskać na zajętym przez niego terenie swoje wpływy. W 962 r. traci na ich rzecz Aleppo.
W 969 r. Said ad-Daula nawraca się na szyizm. W 987 r. odzyskuje on Aleppo i oddaje się w zależności egipskich Fatymidów. W 1003 r. dynastia ta pozbawia Hamdanidów w Syrii jakiejkolwiek władzy.
Emirowie Aleppa i Homs w Syrii:
- 944-967, Sajf ad – Dawla abu al – Hasan Ali (syn Abdallaha ibn Hammada)
- 967-991, Said ad – Dawla abu al – Maali Sarif (syn)
- 991-1001, Said ad – Dawla abu al – Fadail Said (syn)
- 1001-1003, Abu al – Hasan Ali (syn)
- 1001-1003, Abu al – Maadi Sarif (brat)

Emirowie Mosulu w Iraku:
- 929-968 al-Hasan, zw. Nasir ad-Daula (syn Abdallaha ibn Hammada)
- 969-979 Abu Taghlib Fadl Allah, zw. al-Ghadanfar
- 989-991 Baha ad-Daula